# Сунчани сат Хаџи Мемијине џамије у Мостару
Сунчани сат Хаџи Мемијине џамије у Мостару (43° 20' 24" N, 17° 48' 37" Е) један је од два стара сунчана сата сачувана на џамијама у БиХ, и на простору целе бивше Југославије; други, старији и познатији сунчани сат, конструисан за алатурка сатни систем, налази се на Хаџи Али-беговој џамији у Травнику. Као и већина старих истанбулских сунчаних сатова, мостарски и травнички сат се налазе на зидовима паралелним главним осама џамије (на зидовима који гледају претежно ка југозападу) да би испунили и религиозну функцију – да би крај сенке на њима могао показивати обе дневне исламске молитве, подне (подне намаз) и икиндију (икиндија намаз). Оба сунчана сата већ су детаљно описана и објашњена. 

## Опште информације
Шта је шта на мостарском сунчаном сату
Сунчани сат Хаџи-Мемијине џамије је конструисан за географску ширину Мостара и географски азимут једнак 143°, што је 10° више од азимута кибле Мостара (за толико је оса џамије отклоњена од кибле према југу).  Гномонска мрежа оквирно може стати у замишљени правоугли троугао чија се хоризонтална катета налази 2 m изнад тла. На вертикалној катети потпуно је очувана пројекција лука небеског меридијана дужине 68,5 cm: то је сатна линија линија за 12 h правог сунчевог времена, уједно и линија за подневну исламску молитву. Линија пројекције хоризонта се не види, а вероватно се поклапала са спојем камених блокова који су накнадно попуњени малтером. Лукове солстицијских хипербола у благом луку спаја линија за другу икиндију („друго поподне”) чији је почетак емпиријски одређен као тренутак у коме се дужина подневне сенке гномона увећа за његове две висине. Линију икиндије и сатне линије 3 и 4 пресеца линија за сада непознате улоге. Поподневни алафранка/алафранга сати, то јест, еквиноцијски сати бројани од праве сунчеве поноћи два пута по 12 сати , и почеци подневне и поподневне исламске молитве очитавани су према крају сенке изгубљеног ортогномона, уместо кога је 2020. године, у новоубаченом каменом блоку, постављена челична шипка дужине 20 cm. Изворни ортогномон, сигурно није стајао на том месту нити је имао ту дужину и такав облик: то је био метални шиљак сличан оном на сату у Травнику, фиксиран на пројекцији хоризонта. Због тога је данас сунчани сат Хаџи Мемијине џамије, у ретким тренуцима када је обасјан сунцем, само у привидној функцији. 
Време настанка и конструктор
Хаџи Мемијина џамије је саграђена у првој четвртини XVII века док сунчани сат није старији од стотињак година: алафранка сатни систем за којег је сунчани сат конструисан, уведен је на простору садашње БиХ тек у време аустроугарске владавине, прво у државне службе и тек на крају и у исламску верску праксу. Не зна се ко је конструктор овог сунчаног сата: био је солидан мајстор али, то је очито, не истог ранга као гномонист који је конструисао сунчани сат Хаџи Али-бегове џамије у Травнику.